# Аун Старий
Аун Старий (Aun inn gamli) — легендарний конунґ свеїв з династії Інґлінґів, який прожив нібито 200 років завдяки тому, що жертвував Одінові своїх синів.

## В «Сазі про Інґлінґів»
Аун був сином Йорунда. Згідно з «Саґою про Інґлінґів», після двадцяти років правління його двічі виганяли з Уппсали данські конунґи — спочатку Гальвдан, потім його племінник Алі Сміливий. Обидва рази Аун тікав до Західного Ґаутланду й повертався за двадцять років, коли його суперник помирав. Першого разу Аун попросив Одіна про довголіття й приніс в жертву сина, коли конунґові було шістдесят років. Одін пообіцяв Аунові, що той проживе ще шістдесят років. Коли цей термін збіг, Одін пообіцяв Аунові вічне життя за умови, що той буде жертвувати богові кожні 10 років одного сина.

Після того, як він приніс в жертву сьомого сина, він прожив ще десять років, але вже не міг ходити. Його носили на престолі. Він приніс у жертву восьмого сина й прожив ще десять років, лежучи в ліжкові. Він приніс в жертву дев'ятого сина й прожив ще десять років, й смоктав ріжок, як новонародженний. В Ауна лишався тоді ще один син й він хотів принести його в жертву… Але шведи не дозволили йому здійснити жертвопринесення. Тоді конунґ Аун помер й в Уппсалі йому насипали курган.
— "Саґа про Інґлінґів, XXV.
Спадкоємцем Ауна став його син Еґіл.

## Історія Ауна з точки зору науки
Сюжет про дев'ять продовжень свого життя за рахунок принесення в жертву власних синів може вважатися типовим швидше для чарівної казки, аніж для міфу.

## Спроби датування за археологічними даними
Саґа повідомляє, що Аун, його син Еґіл та праонук Адільс були поховані в курганах в Уппсалі. В цьому регіоні дійсно існує три давні кургани, поховання в яких датуються кінцем V століття, початком та кінцем VI століття. Вважається, що це можуть бути могили Ауна, Еґіля та Адільса відповідно. Таким чином, Адільс міг жити в другій половині V століття.